# Jeu de rôle grandeur nature au Québec
 (novembre 2023).
Le jeu de rôle grandeur nature au Québec met souvent en scène des aventures en continu, où les personnages sont persistants d'un événement à l'autre, évoluant constamment tant au niveau de leurs compétences/statistiques qu'au niveau sociopolitique de l'univers, le tout dans des scénarios plus ou moins ouverts permettant une grande liberté d'actions et de choix aux joueurs. On estime à plus de 12 000 le nombre de joueurs au Québec.

## Plein air à grande échelle

### Duché de Bicolline
L’événement le plus connu au Québec est actuellement le Duché de Bicolline avec son site immense et ses nombreuses constructions permanentes. Depuis la première Grande Bataille en 1996, Bicolline est devenu un événement populaire chez les rôlistes partout au Québec, mais accueille aussi, depuis quelques années, des visiteurs de partout ailleurs dans le monde lors de la Grande Bataille qui a lieu au mois d'Août.
Bicolline propose diverses activités qui prennent place sur le site à travers l'année faisant de Bicolline un festival plus qu'un GN.
- La Grande Bataille de Bicolline. L'événement culminant et iconique qui a bâti la réputation de Bicolline. Un festival de 8 jours où se rassemblent plus de 5000 participants pour y passer une semaine immersive hors du commun.
- Les Campagnes Militaires sont des journées entières consacrées au combat d'un front contre l'autre.
- Les Scénarios spéciaux sont des événements scénarisés qui se concentrent sur la trame narrative et l'histoire de Bicolline.
- Les Ducasses et Soirées Taverne sont des soirées qui invitent les joueurs à se rendre sur le site pour des festivités et des soirées costumées, sans nécessairement offrir d'animation.
- Le Bal Pourpre est le seul événement tenu à l'extérieur du terrain de Bicolline, où les joueurs se retrouvent dans une soirée spectacle festive qui sert à déterminer la plupart des enjeux qui surviendront au cours de l'année.
D'autres évènements sont plus axés sur l'interprétation du rôle, comme par exemple Les Terres de Bélénos, organisé dans la région de Drummondville, regroupant entre 600 et presque 800 joueurs par activité.

### Terres de Bélénos

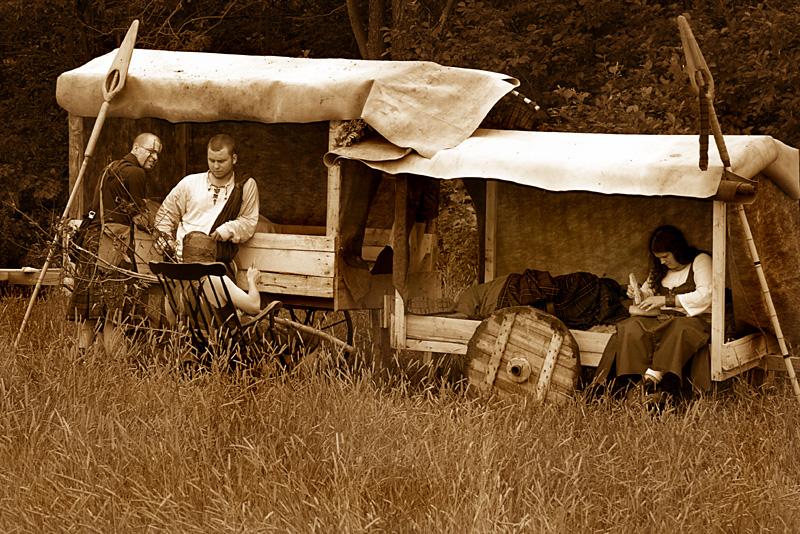

Les Terres de Bélénos est un jeu de rôle grandeur nature médiéval fantastique qui se déroule plusieurs fois par an sur une terre de 64 hectares à Sainte-Clotilde-de-Horton, dans le Centre-du-Québec.
L'activité qui regroupe entre 600 et 800 participants se déroule tous les mois entre juin et septembre depuis 12 ans. L'aventure débuta en 1998 avec Tomy Goulet et David Boivin, ne rassemblant qu'une trentaine de personnes. Au fil des ans, de nombreux organisateurs se sont ajoutés alors que d'autres ont quitté ce monde imaginaire. Tomy Goulet, a assuré la continuité du projet et le jeu grandeur nature a connu une expansion d'une année à l'autre.

## Plein air à petite échelle

### Advitam Eternam
Advitam Eternam est un jeu de rôle grandeur nature médiéval fantastique fondé à Rawdon. Il s'agit d'un grandeur nature axé sur le combat. En effet, il utilise la technique du touche-coupe. C'est-à-dire, que si l'épée en latex touche un membre de l'adversaire, il ne peut plus s'en servir. Le  premier combattant ayant perdu deux membres, perd le combat. L'aspect sportif est mis de l'avant, car les joueurs après avoir été vaincu, peuvent se relever quand la mêlée se dissipe.

### Antremonde
L'Antremonde est un jeu grandeur nature médiéval fantastique très petit mais bien unique en son genre depuis 2007. Il a lieu dans la municipalité de Saint-Majorique 3 fois par an pendant l'été. Il regroupe généralement entre 20 et 30 joueurs par événements.
Contrairement à plusieurs autres événements semblables il est de type PVE. Cela signifie que l’événement est encadré par une équipe d'animation et les joueurs font équipe pour repousser les forces du mal (la plupart du temps). De plus, les joueurs qui sentent en vouloir plus, peuvent décider de décrire la vie de leur personnage pour avoir une quête personnelle. Ainsi, le joueur pourra choisir de créer n'importe quel personnage avec la seule limite de son imagination. Par la suite, les animateurs vont créer des événements en réaction logique à son histoire.

### Carte Noire
Carte Noire, fondé en 2016 par Alexandre Miller, Stéphanie Laurin et Julien Belley, offre des événements immersifs de jeu de rôle grandeur nature se déroulant dans la région du Centre-du-Québec. Ceux-ci rassemblent près d’une centaine de joueurs à chaque événement. Sous la forme d’une activité plein air, nos joueurs viennent vivre une aventure scénarisée dans laquelle ils devront, eux, s’improviser un personnage qui devra survivre aux défis que leur propose cet univers.
L'univers est teinté par la révolution industrielle et les grandes explorations. De type dark fantasy, ce sont des événements d’aventure, survie et horreur.

### Courbensaule
Courbensaule est un jeu grandeur nature d'épouvante qui fut fondé en 2007. Ce grandeur nature connut une popularité croissante au cours des ans, passant d'un bassin de joueurs variants entre les 30 et 40 joueurs, jusqu'à atteindre une moyenne de 75 joueurs par événement. Courbensaule a lieu près de 4 fois par année dans la municipalité de Béthanie. Une saison moyenne d'activité débute au mois de mai et termine au mois de septembre. Ce grandeur nature est strictement réservé aux joueurs de 18 ans et plus, car il vise à effrayer ses joueurs et à créer une atmosphère hostile ou macabre. De plus, l'administration se réserve le droit de refuser certains joueurs qui n'ont pas un niveau de jeu jugé suffisant. Les personnages doivent être développés et intéressants, car le jeu de rôle est au cœur même des préoccupations du grandeur nature. C'est-à-dire, qu'il met de l'avant l’interprétation d'un personnage complexe plutôt que sur le combat.

### Conflits Éternels
Conflits éternel est un jeu grandeur nature médiéval fantastique avec une touche de Steam-Punk. Il a été créé en 1999. Il a une moyenne de 70 joueurs et peut atteindre 100 joueurs.  Il a lieu 6 fois par année, à chaque mois, de mai à octobre. Il se situe à Brownburg-Chatham dans les laurentides. Il est principalement de type pvp, mais des événements pve sont organisés par l'animation. Il oppose trois factions constituées de 5 races originales. 

### Dernier Souffle
Une jeune activité née à Québec en 2017, Dernier Souffle est ambitieuse dans sa conception et son exécution. Il y a un immense effort pour surprendre les joueurs et amener de nouvelles idées dans le jeu de rôle GN.

### Dead End City
Faisant varier la liste, Dead End City est une activité elle aussi relativement nouvelle et fondée en 2017. Basée sur une expérience de survie, d'horreur et de compétition, Dead End City est pleine de bonnes idées et d'efforts de qualité! L'univers post-apocalyptique de l'activité apporte un vent de fraicheur parmi les nombreux GN du Québec.

### Éklaizia
Éklaizia est un des nouveaux grandeurs nature créé depuis 2014. Ayant un nombre de joueurs plus petit que la plupart des gros événements au Québec, il permet aux joueurs d'avoir un plus grand impact directement sur le jeu et l'histoire. Situé à Brownsburg-chatham dans les Laurentides. Éklaizia vise les joueurs de 16 ans et plus. L'animation vous apporte dans un monde de fantaisie médiéval fantastique.

### Terres d’Ondeval
Les terres d’Ondeval est un GN médiéval-fantastique en place depuis déjà plus de 15 ans. Ce basant sur une histoire qui continue d'année en année, l'univers est vaste et complet, mais tout de même facile à prendre en main. Le système permet au joueur, d'aventures en aventures, de gagner de l'expérience et des niveaux. Ouvert aux 13 ans et +, les terres d'Ondeval comprend chaque saison 6 activités de 12h et 2 activités de 24h. Sur place, est offert un service de cantine où il est possible de se rafraîchir et de manger un morceau et il est aussi possible de louer de l’équipement sur place. Le souper peut aussi être offert, il suffit de le mentionner lors de l'inscription.

### Royaume d'Obsidia
L'un des grandeurs natures les plus vieux au Québec est celui du Royaume d'Obsidia, fondé en 1995. Situé en Montérégie, puis en Outaouais, le groupe a su survivre en innovant dans sa structure de jeu, en amenant une animation hors du commun et en construisant une relation forte entre ses participants.

### Royaume de Versébock
Le Royaume de Versébock a été fondé en 2003 et est situé à Baie-Saint-Paul. Le jeu se déroule sur deux emplacements, à l'entrée de Baie-Saint-Paul, dans la région de Charlevoix et dans l'arrondissement Charlesbourg à Québec. 

## Intérieur

### Aether Eternal
Aether Eternal est organisé par des vétérans du grandeur nature et possède une communauté vibrante et accueillante. Fort d'une 100ne de participants, l'activité a lieu un dimanche sur deux durant la saison d'hiver et met en place un univers mystérieux composé de nombreuses époques...
À l'aide de ses nombreux sur tables, de son système intuitif et de son ambiance chaleureuse, Aether Eternal se distingue comme une activité à ne pas manquer à Québec, autant pour les débutants que les joueurs expérimentés.